# چاه ریگان لورگ‌ها
چاه ریگان لورگ‌ها، روستایی در دهستان چاه ریگان بخش چاه مرید شهرستان کهنوج در استان کرمان ایران است.

## جمعیت
بر پایه سرشماری عمومی نفوس و مسکن در سال ۱۳۹۵، جمعیت این روستا برابر با ۶۶۳ نفر (۱۷۰ خانوار) بوده‌است.